# Кабундулі
Кабунду́лі (англ. Kabunduli) — традиційна громада у складі дистрикту Нхата-Бей Північного регіону Малаві.
Населення — 50533 особи (2018).